# Chickamaw Beach
Chickamaw Beach – miasto w Stanach Zjednoczonych, w stanie Minnesota, w hrabstwie Cass.